# Lavernhe
Lavernhe è un comune francese soppresso e comune delegato del dipartimento dell'Aveyron della regione dell'Occitania. Dal 1º gennaio 2016 si è fuso con i comuni di Buzeins, Lapanouse, Recoules-Prévinquières, e Sévérac-le-Château per formare il nuovo comune di Sévérac-d'Aveyron.

## Società

### Evoluzione demografica
Abitanti censiti